# Läcköskolan
Läcköskolan avser den grupp av konstnärer som Magnus Gabriel De la Gardie samlade omkring sig på hans gods, särskilt på Läckö, under den senare hälften av 1600-talet. Bland Läcköskolans främsta namn är Johan Werner (1600-1656) och Johan Hammer. Läcköskolan kom att få betydelse framför allt inom det västsvänska dekorativa måleriet långt in på 1700-talet. 
Olof Collander och Johan Liedholm tillhörde den yngre Läcköskolan. Även Sven Wernberg tillhörde Läcköskolan, lärgosse till Johan Hammer. Sven utförde 1734 takmålningarna i Seglora kyrka som 1916 flyttades från Borås till Skansen i Stockholm.